# Pont thermique
 (janvier 2016).
Si vous disposez d'ouvrages ou d'articles de référence ou si vous connaissez des sites web de qualité traitant du thème abordé ici, merci de compléter l'article en donnant les références utiles à sa vérifiabilité et en les liant à la section « Notes et références ».
 (septembre 2014).

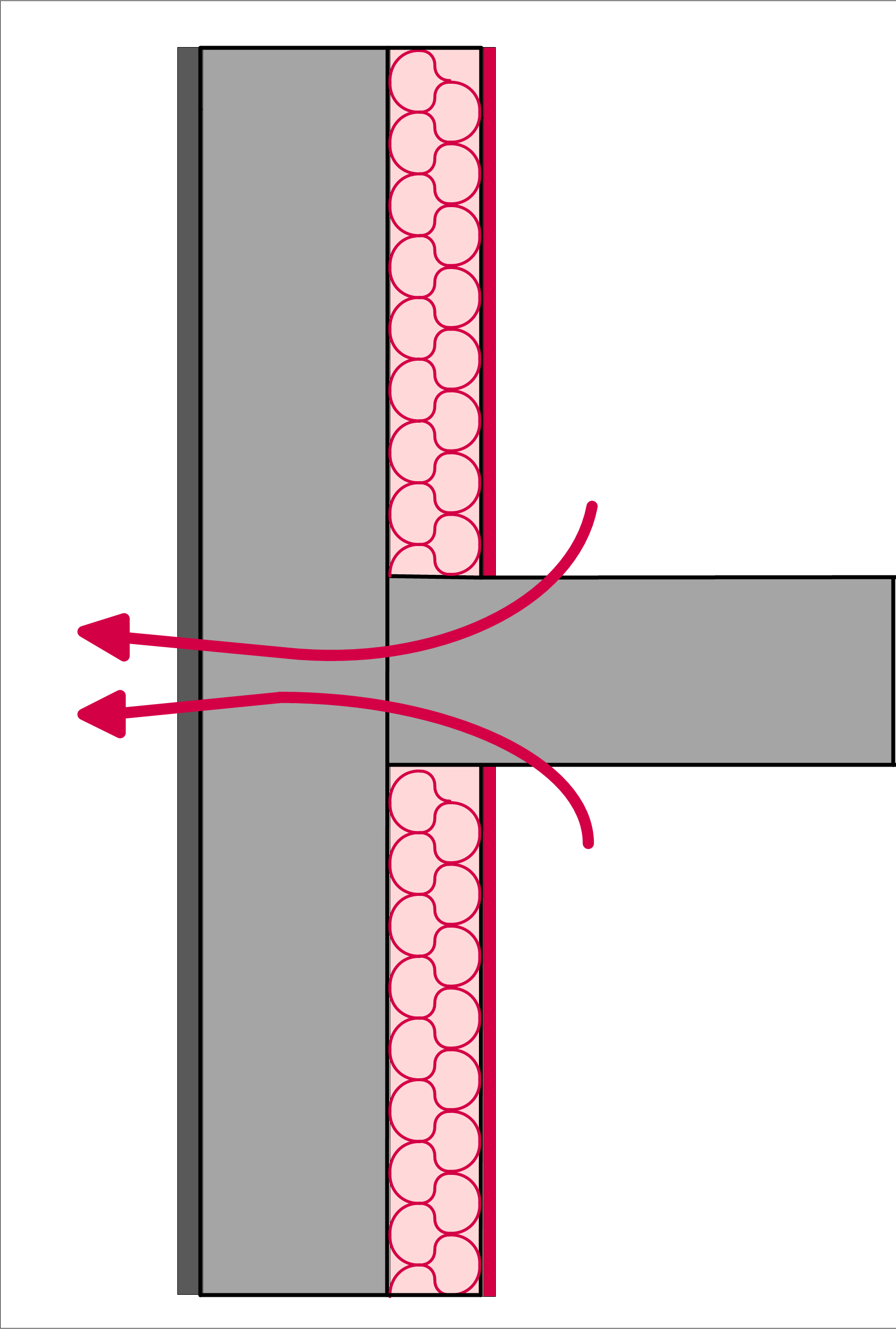
Pont thermique

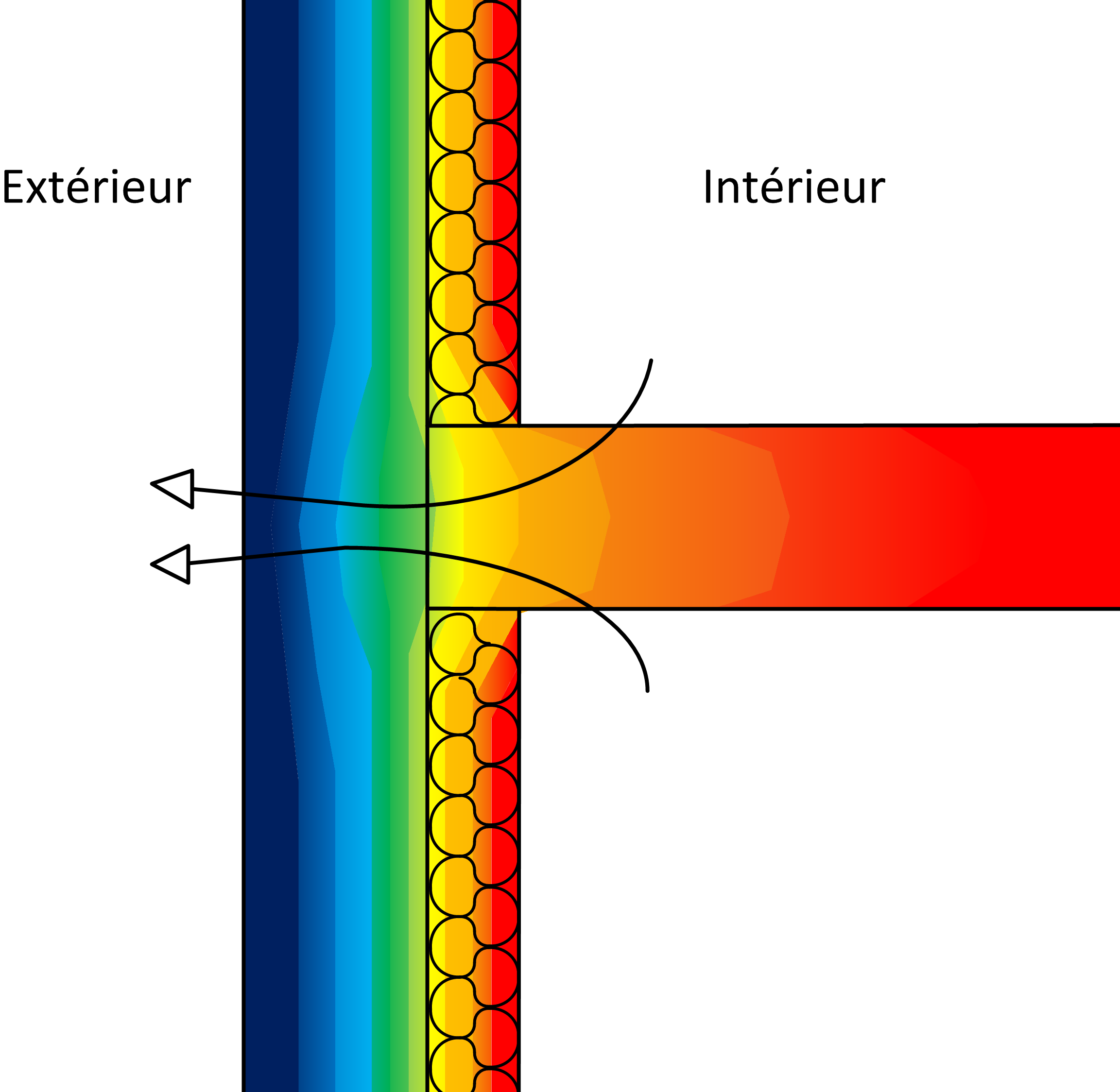
Distribution des températures au niveau d'un pont thermique

Un pont thermique est une zone ponctuelle ou linéaire qui, dans l'enveloppe d'un bâtiment, présente une variation de résistance thermique. Il s'agit d'un point de la construction où la barrière isolante est rompue à cause d'un défaut constructif majeur ou d'un vieillissement des matériaux.
Un pont thermique est notamment créé si :
- il y a changement de la géométrie de l'enveloppe
- il y a changement de matériaux et ou de résistance thermique
- il y a une discontinuité de l'isolant à travers la paroi ou la jonction mur-sol / mur-toiture

Avant que l'on ne commence à isoler les bâtiments, les ponts thermiques représentaient environ 10 à 20 % de leurs déperdition totale. Maintenant qu'on isole, le pourcentage des déperditions dues aux parois a fortement baissé, et celui des ponts thermiques a augmenté. Cependant aujourd'hui, avec la mise en vigueur au niveau européen de la directive sur la performance énergétique des bâtiments, des solutions sont mises en place pour réduire au minimum les ponts thermiques à l'aide notamment de rupteur de pont thermique et de l'isolation par l'extérieur.
Les ponts thermiques constituent donc des zones de fortes déperditions thermiques. Il est important de les limiter pour améliorer le bâtiment.
Les ponts thermiques linéiques sont caractérisés par une valeur {\displaystyle {\psi }} exprimée en watts par mètre-kelvin (W/(mK)).
En France, dans la RT 2012, le ratio de transmission thermique linéique moyen global (Ratio {\displaystyle {\psi }}) des ponts thermiques du bâtiment ne doit pas excéder 0,28 W/(m2 SHONrt.K), de plus le coefficient de transmission thermique linéique moyen des liaisons entre les planchers intermédiaires et les murs donnant sur l'extérieur ou un local non chauffé ne doit pas excéder 0,6 W/(m.K) ; article 19 de l'arrêté du 26 octobre 2010.

## Les différents ponts thermiques
Il existe trois principaux types de ponts thermiques : 
- les ponts thermiques linéaires, liés à la jonction de deux parois. Par exemple, la jonction entre plancher et mur extérieur et entre mur extérieur et mur de refend ;
- les ponts thermiques ponctuels, liés à la jonction de trois parois. Par exemple, un angle entre un plancher et deux murs ;
- les ponts thermiques structurels, liés à la technique de mise en œuvre d’un isolant. En effet, une paroi étant constituée de plusieurs éléments assemblés entre eux par collage, vissage ou assemblage mécanique, la mise au point de cet assemblage peut être à l'origine d'un pont thermique.

### Les ponts thermique linéaires
Les ponts thermiques les plus importants sont les ponts thermiques linéaires. Les plus courants sont les suivants :
- jonction entre le plancher bas et le mur extérieur
- jonction entre le plancher intermédiaire et le mur extérieur
- jonction entre le plancher haut et le mur extérieur
- jonction entre dalle et balcon
- jonction entre le mur de refend et le mur extérieur

Ponts thermiques les plus courants
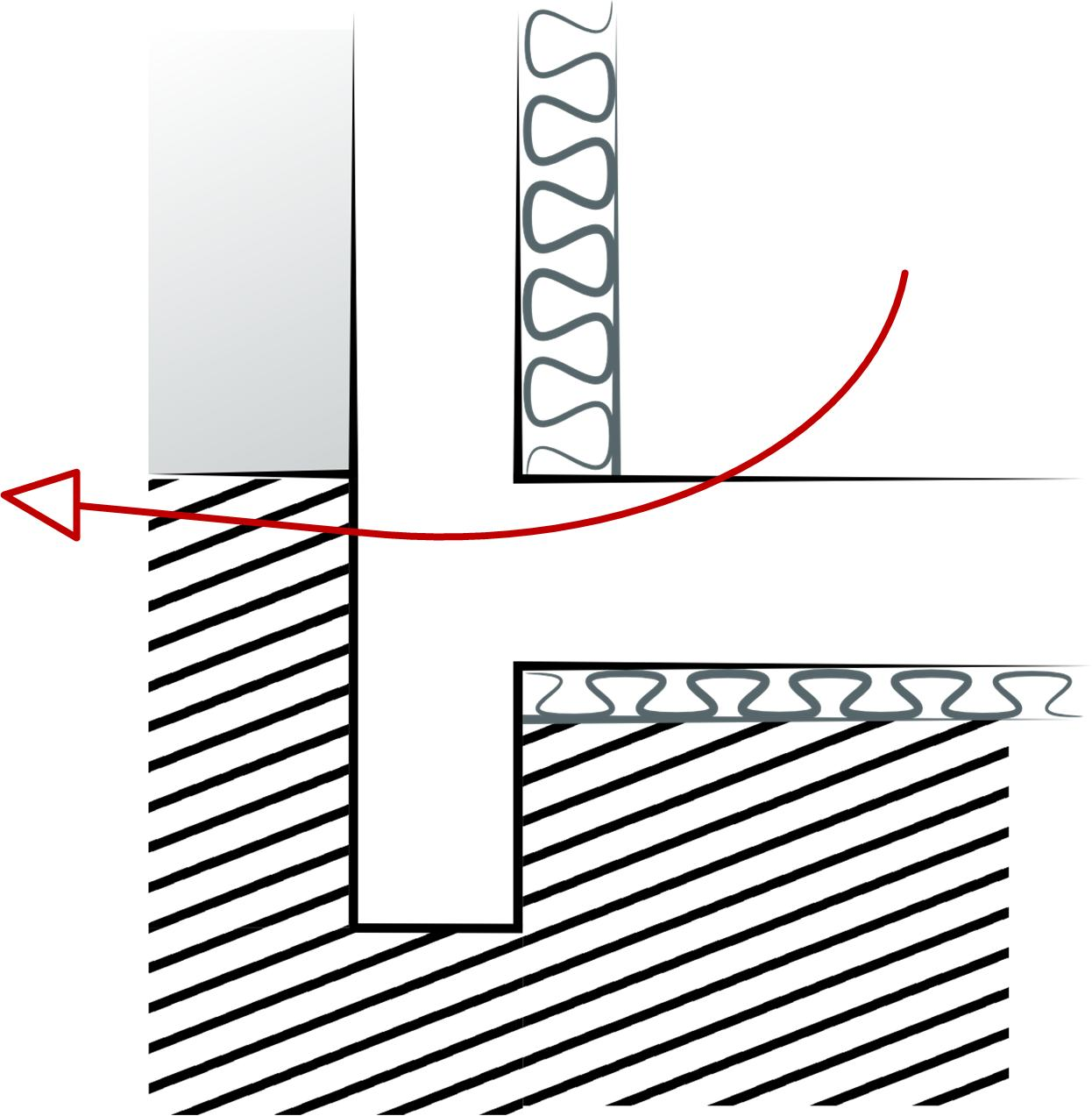
Jonction plancher bas/mur extérieur
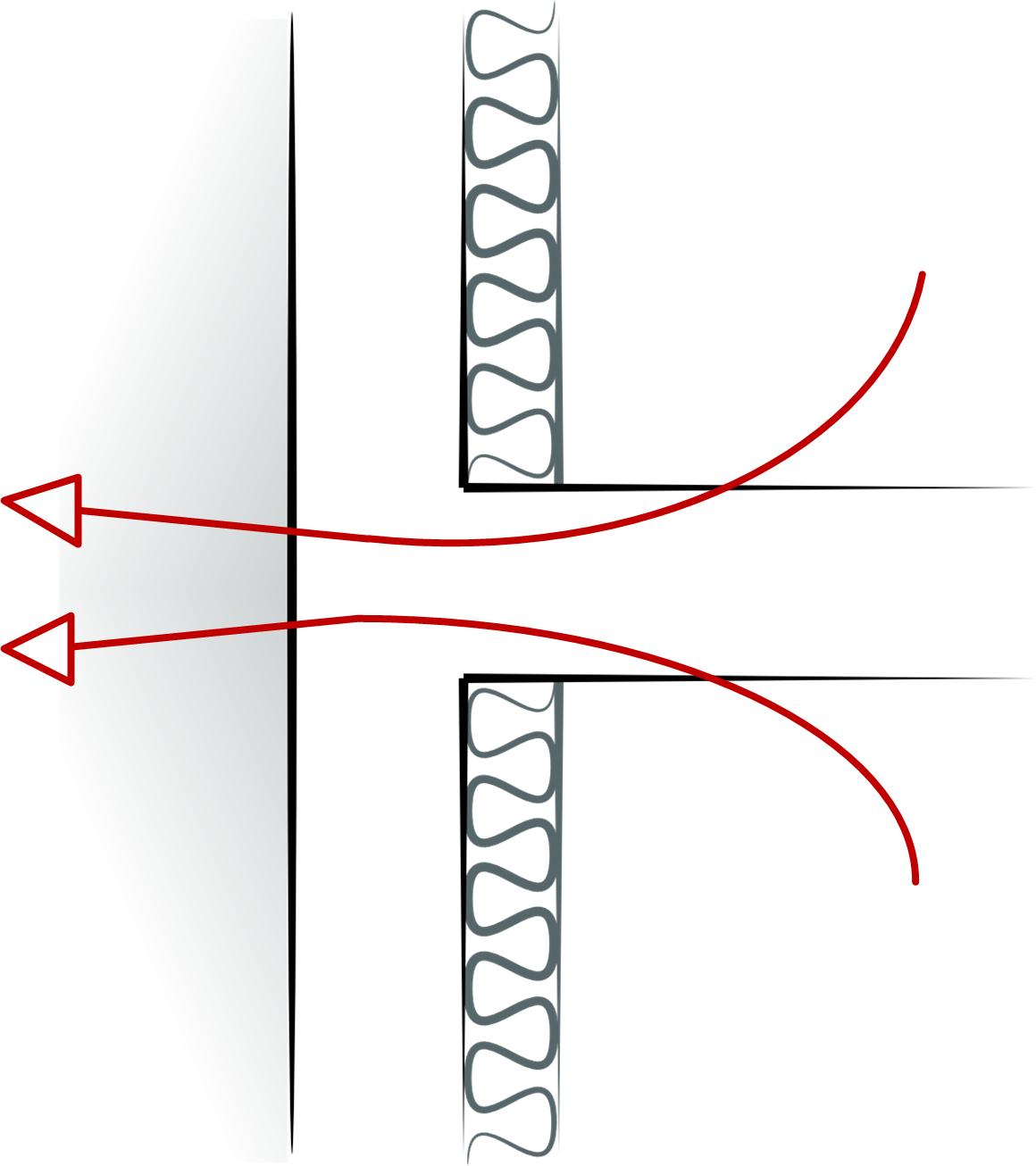
Jonction plancher intermédiaire/mur extérieur
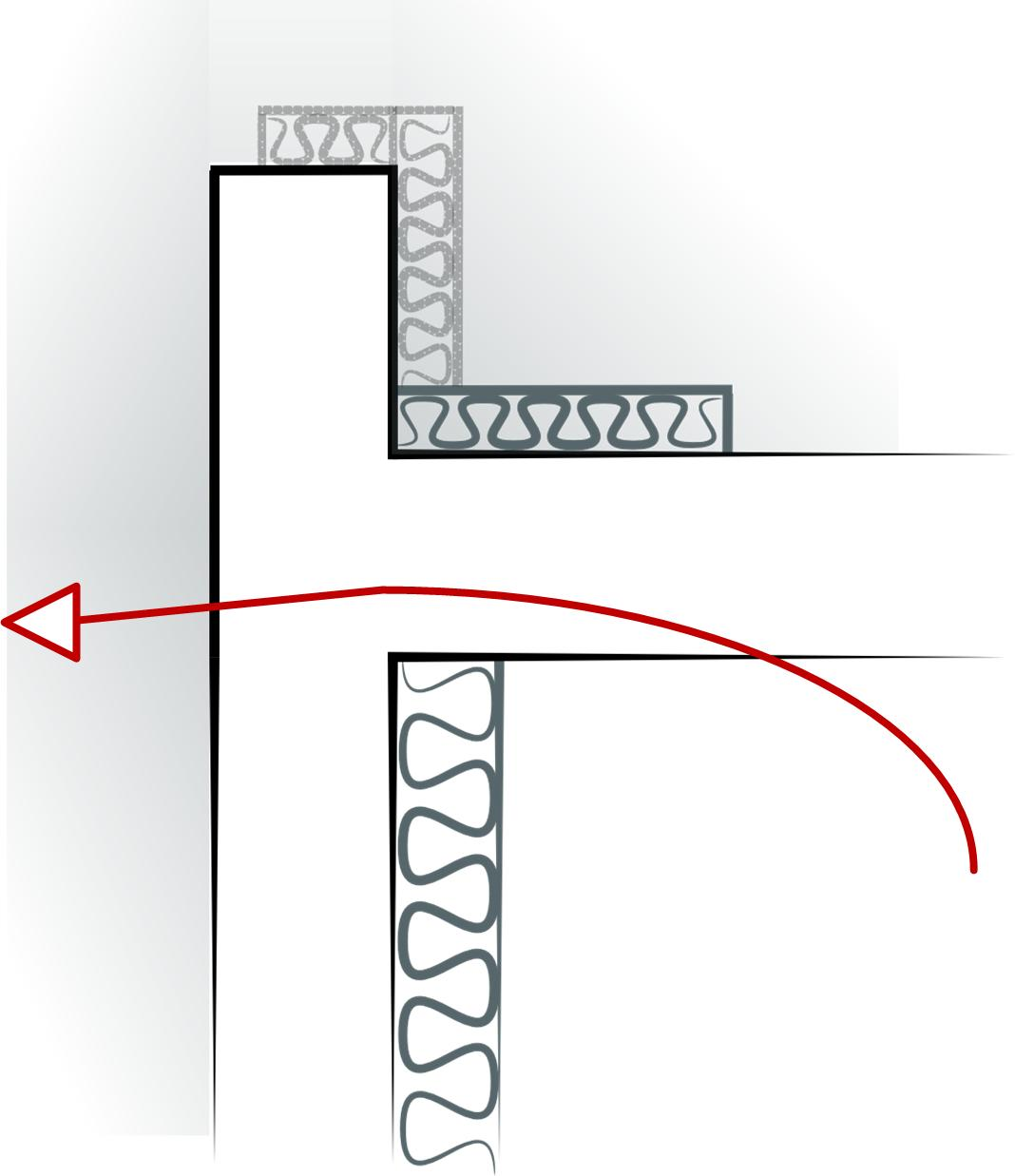
Jonction plancher haut/mur extérieur
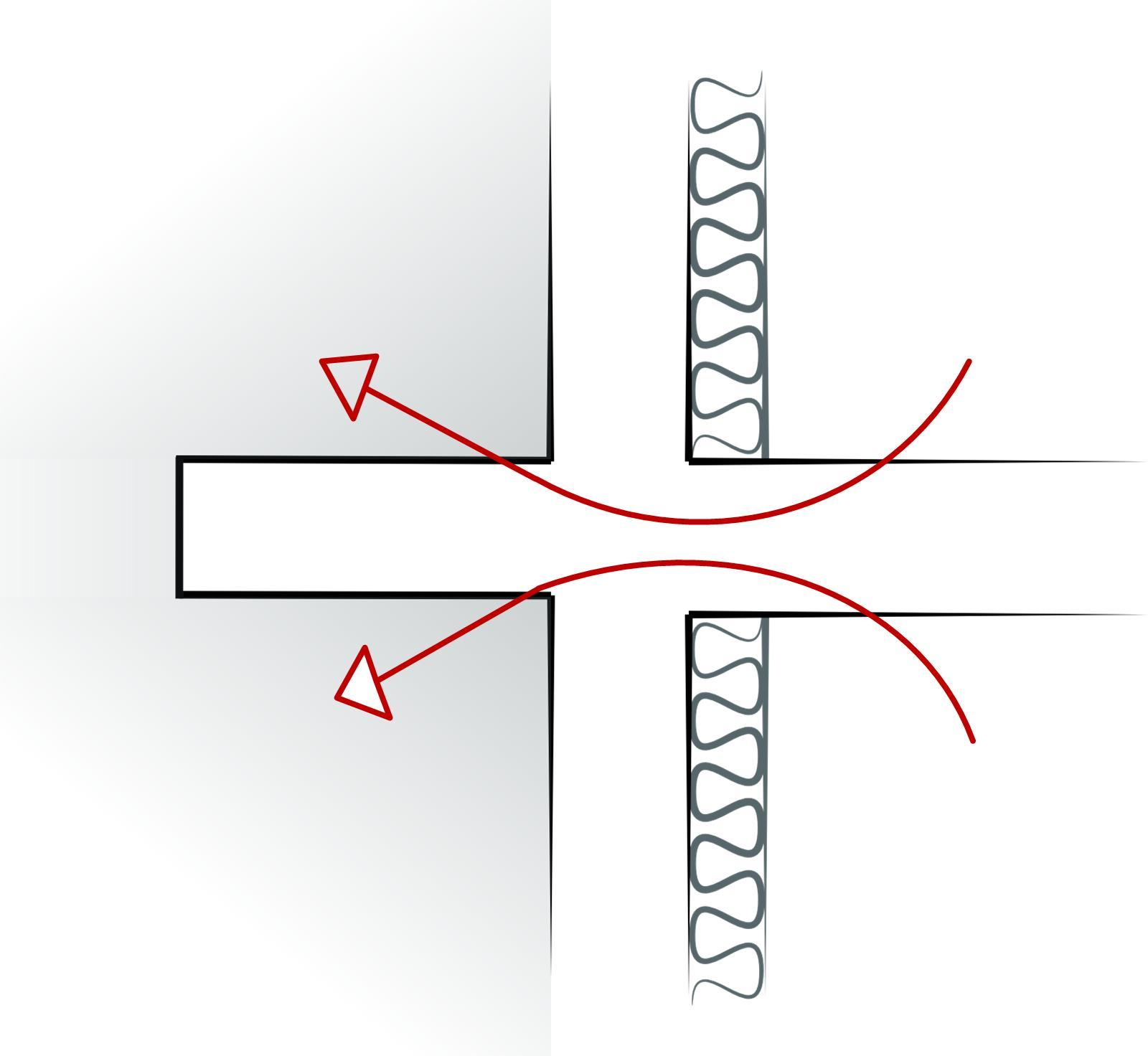
jonction plancher-balcon
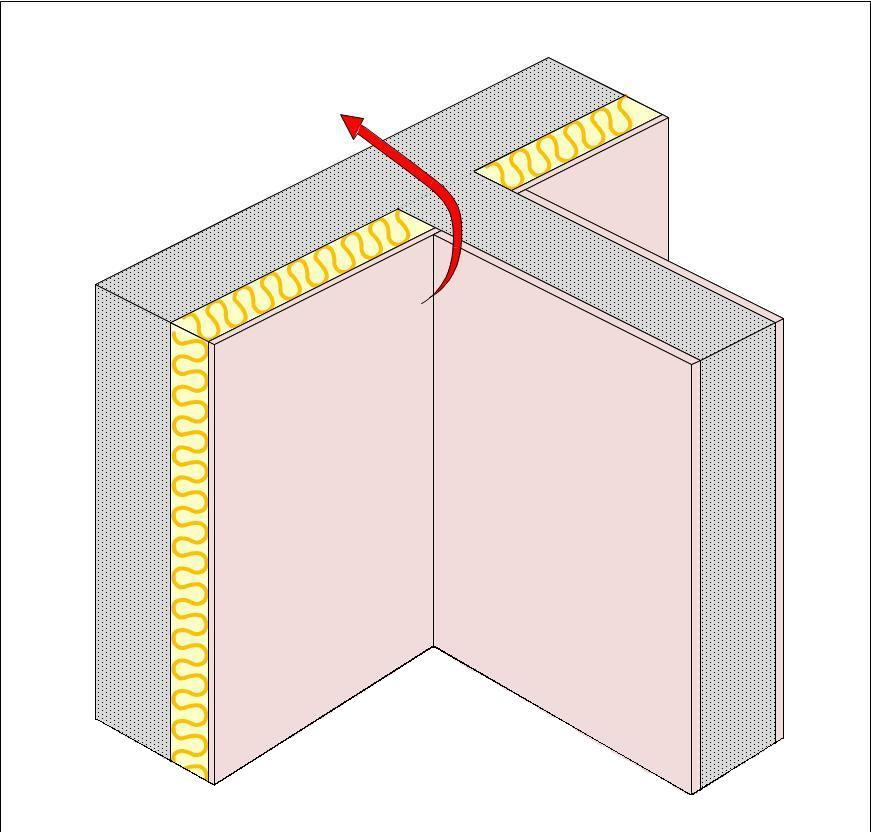
Pont thermique jonction mur de refend-mur extérieur

Il existe aussi d’autres ponts thermiques plus méconnus :
- le pourtour des menuiseries
- les seuils des portes et fenêtres
- la jonction entre le plancher haut et le mur pignon
- les gaines et conduits

### Expression mathématique
Le coefficient de transmission thermique linéique ({\displaystyle {\psi }}) est un terme correctif pour l’effet linéaire d’un pont thermique, égal au flux thermique stationnaire divisé par la longueur et la différence de température entre les ambiances de part et d’autre du pont thermique linéaire. Il s'exprime en watts par mètre-kelvin. Le coefficient de transmission thermique ponctuel ({\displaystyle {\chi }}) est un terme correctif pour l’effet ponctuel d’un pont thermique, égal au flux thermique stationnaire divisé par la différence de température entre les ambiances de part et d’autre d’un pont thermique ponctuel. Il s'exprime en watts par kelvin. {\displaystyle {\psi }} et {\displaystyle {\chi }} sont les valeurs qui doivent être ajoutées au flux thermique obtenu à partir des valeurs U coefficient de transmission thermique surfacique des parois.
Le coefficient de transfert thermique par transmission à travers une paroi {\displaystyle H} exprimé en watts par kelvin s'exprime par la formule:
{\displaystyle H={\alpha }\left(\sum _{i=1}^{n}{U_{i}}{A_{i}}+\sum _{k=1}^{m}{\psi _{k}}{l_{k}}+\sum _{l=1}^{r}{\chi _{l}}\right)}
{\displaystyle A} est la surface de la paroi en mètres carrés, {\displaystyle l} est la longueur du pont thermique en mètres.
La valeur {\displaystyle {\alpha }} est un facteur correctif (0<{\displaystyle {\alpha _{l}}}< 1) qui est fonction de l'environnement de la paroi (mur (=1), mur contre terre, dalle contre terre, dalle au-dessus d'un vide ventilé, etc.).

## Conséquences des ponts thermiques

### Pertes énergétiques
Les ponts thermiques sont une cause principale des déperditions thermiques des bâtiments. Ces pertes de chaleur nécessitent une quantité de chauffage supplémentaire et donc une consommation énergétique plus élevée. De plus, si on ne tient pas compte des déperditions dues aux ponts thermiques, l’installation de chauffage peut être sous-dimensionnée.

### Problèmes d'humidité et maladies respiratoires
Les ponts thermiques provoquent une différence de température entre l’air ambiant et la surface du plancher. Cette différence de température entraîne un risque de condensation en surface, auquel cas les parois s’humidifient et se dégradent à terme, engendrant généralement l'apparition de moisissures.
Si les bâtiments ne sont pas bien - ou à défaut régulièrement - ventilés, le renouvellement de l’air étant limité, les parois restent perpétuellement humides. En conséquence, des moisissures peuvent proliférer en proportions considérables, créant un aspect inesthétique, des odeurs perceptibles et parfois le développement d’allergies ou de maladies respiratoires aigües ou chroniques.
Il est possible de lutter contre l'humidité avec des appareils desséchant partiellement l'air, au prix toutefois d'un encombrement comparable à un radiateur et d'une consommation électrique qui s'inscrit dans une fourchette typique de 20 W à 900 W selon les besoins.

### Détérioration des matériaux
L’humidité présente dans les matériaux peut entraîner une dégradation de la structure porteuse et des matériaux de doublage.

### Sensation de paroi froide
Le refroidissent des parois au niveau des ponts thermiques provoque des sensations de froid par absence de rayonnement (l'air n'assure qu'une convection), ce qui peut être inconfortable ou très désagréable pour les personnes sensibles ou peu vêtue (sensation de froid malgré une température apparemment correcte, impression de vents coulis...).

## En France, la réglementation thermique 2012
La réglementation thermique a pour principal objectif de limiter la consommation d'énergie primaire des bâtiments.
Depuis 2011, la réglementation thermique 2005 a laissé la place à la RT2012. Selon la RT2012, une construction neuve doit avoir une consommation d’énergie primaire inférieure à 50 kWhEP/m²/an en moyenne.
La mise en vigueur de la RT2012 était le 28 octobre 2011 pour les bâtiments du tertiaire, et le 1er janvier 2013 pour les bâtiments résidentiels.
Les ponts thermiques sont une cause importante des pertes de chaleur du bâtiment. La RT2012 oblige le traitement de ces ponts.
Le ratio de transmission thermique linéique moyen {\displaystyle {\psi }} doit être inférieur à 0.28 W/(m²K). Et {\displaystyle {\psi }}9 à la jonction plancher intermédiaire/mur extérieur doit être inférieur à 0.60 W/(mK).

## Solutions pour le traitement des ponts thermiques
Pour remédier aux ponts thermiques au niveau de la conception, il est primordial de choisir des méthodes de construction et des matériaux réduisant au maximum les déperditions par les parois et intégrant les pertes les plus réduites possibles au niveau des jointures de ces parois.

### L'isolation thermique par l'extérieur

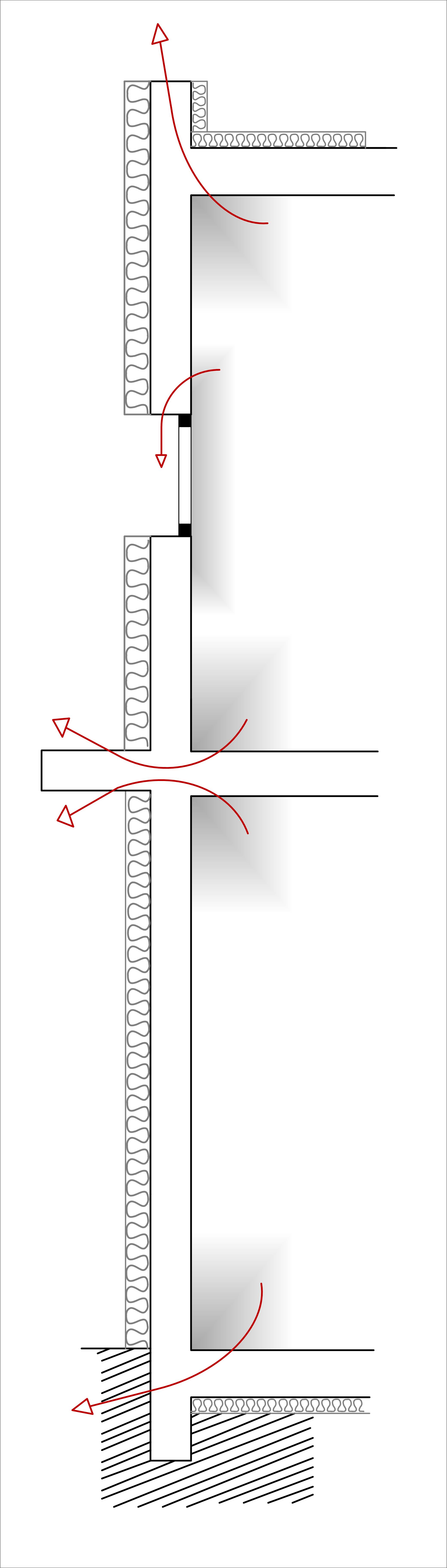
Ponts thermiques non traités par l'isolation thermique par l'extérieur.

L’isolation thermique par l’extérieur permet d’assurer l’homogénéité thermique de la paroi, et d’éviter la plupart des ponts thermiques de plancher. Elle possède des avantages et des inconvénients :
| Avantages                                                        | Inconvénients |
| ---------------------------------------------------------------- | --- |
| Élimine la plupart des ponts thermiques                          | Quelques ponts thermiques sont plus difficiles à traiter, comme la jonction plancher bas/mur extérieur (problème soluble en ajoutant un isolant dur enterré), la jonction plancher/balcon (problème résolu par une dalle balcon dissociée du bâtiment, balcon soutenu par des fixations ponctuelles à rupteur thermique), la jonction plancher haut/mur extérieur (problème résolu en ajoutant un isolant entre la couvertine et le mur) et le pourtour des menuiseries (problème soluble en posant les menuiseries dans le même alignement que l'isolant extérieur, à l'aide de sous-construction faisant office d'appui de fenêtre). Le plus important pont thermique se trouve au niveau de la semelle de fondation. |
| Apporte une plus grande inertie thermique et un meilleur confort | Modifie l'aspect architectural extérieur dans le cas d'une façade ventilée sous bardage, mais aspect identique à une maison traditionnelle dans le cas d'un isolant dur sous enduit. |
| Ne réduit pas la surface habitable                               | Dans le cas d'un bardage, il existe un risque de dégradation de l'isolant s'il y a une mauvaise étanchéité. |
| Augmente la performance thermique globale                        | Réduit les tableaux de fenêtres et diminue la luminosité dans une rénovation. |
| Augmente la qualité de l'air                                     | Coût élevé à la construction |
| Réduit la condensation et les moisissures                        | Nécessite la mise en place d'un panneau de plâtre intérieur ou d'un plâtre traditionnel et de faire passer la technique (les câbles et tuyauterie) dans les briques en faisant des saignées du côté intérieur de la maison. |

### L'isolation thermique par l'intérieur
En isolation thermique par l’intérieur, les ponts thermiques peuvent être traités de différentes façons suivant le type de pont thermique.

#### Les planelles isolantes
Pour éliminer les ponts thermiques dans un mur en maçonnerie, il existe les planelles isolantes. Elles sont disposées en bout de dalle et offrent une continuité d’isolant à la structure. Elles sont généralement moins utilisées que les rupteurs thermique.

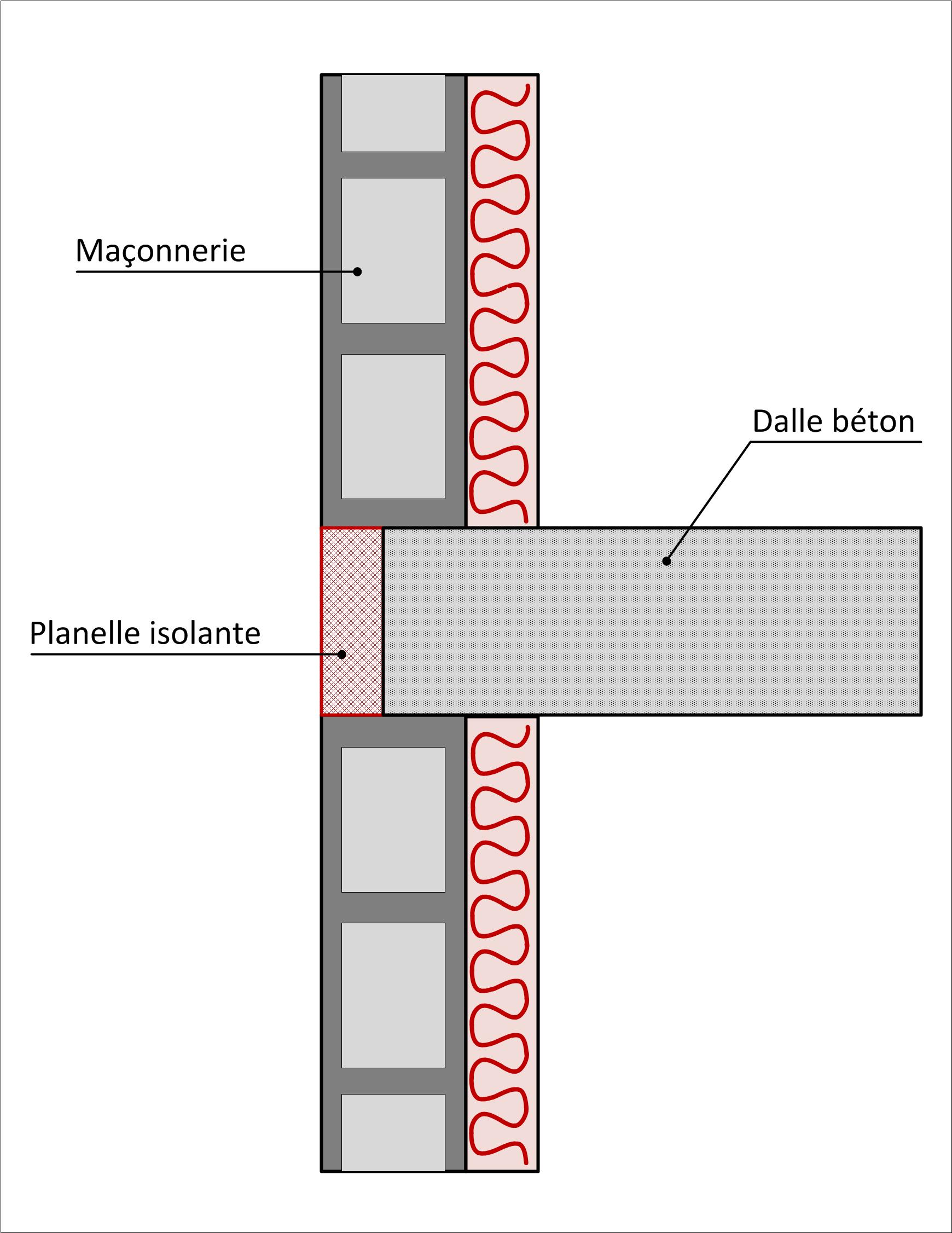
Planelle isolante

#### Chape flottante sur isolant
La chape flottante sur isolant est utilisée pour traiter les ponts thermiques de la jonction plancher bas/Mur extérieur. Le principe est simple, il s’agit de désolidariser la chape du plancher bas du mur extérieur par la mise en œuvre d’un isolant sous la chape.

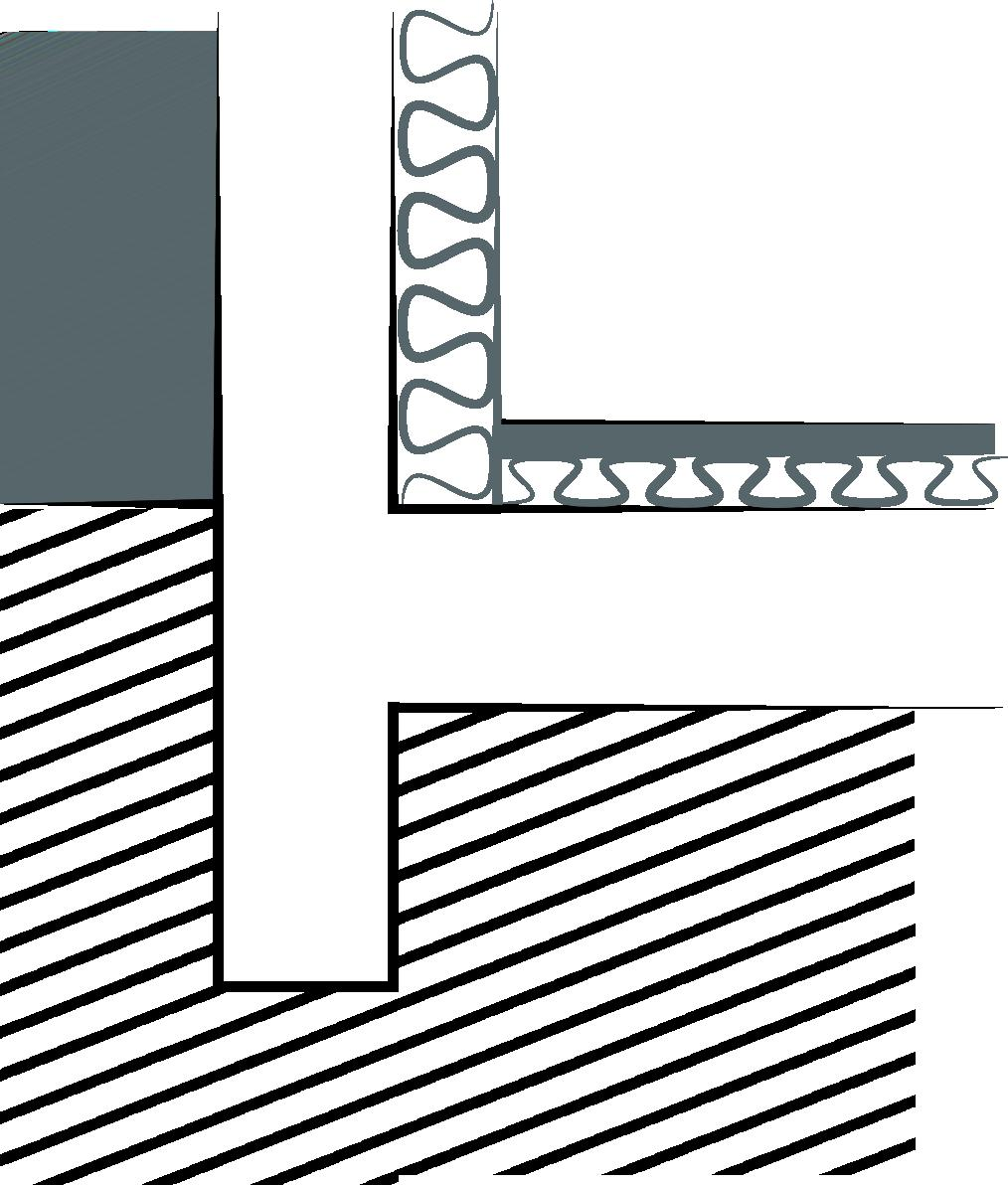
Traitement du pont thermique avec une chape sur isolant

#### Rupteur de pont thermique
Un rupteur de pont thermique est un dispositif simple positionné en bout de dalle qui permet d’avoir une isolation continue. Il est composé d’un isolant et il relie le mur extérieur au plancher grâce à des aciers de structure.
Le rupteur de pont thermique freine le flux thermique entre l’intérieur et l’extérieur. En observant la thermographie ci-dessous, on constate que sans rupteur, la température à la surface de la dalle est d’environ 10 °C, contre 15 °C avec un rupteur. Le rupteur permet donc de diminuer la différence de température entre la surface de la dalle et l’air ambiant. Cela permet d’offrir un meilleur confort à l’occupant et de résoudre les problèmes de condensation.

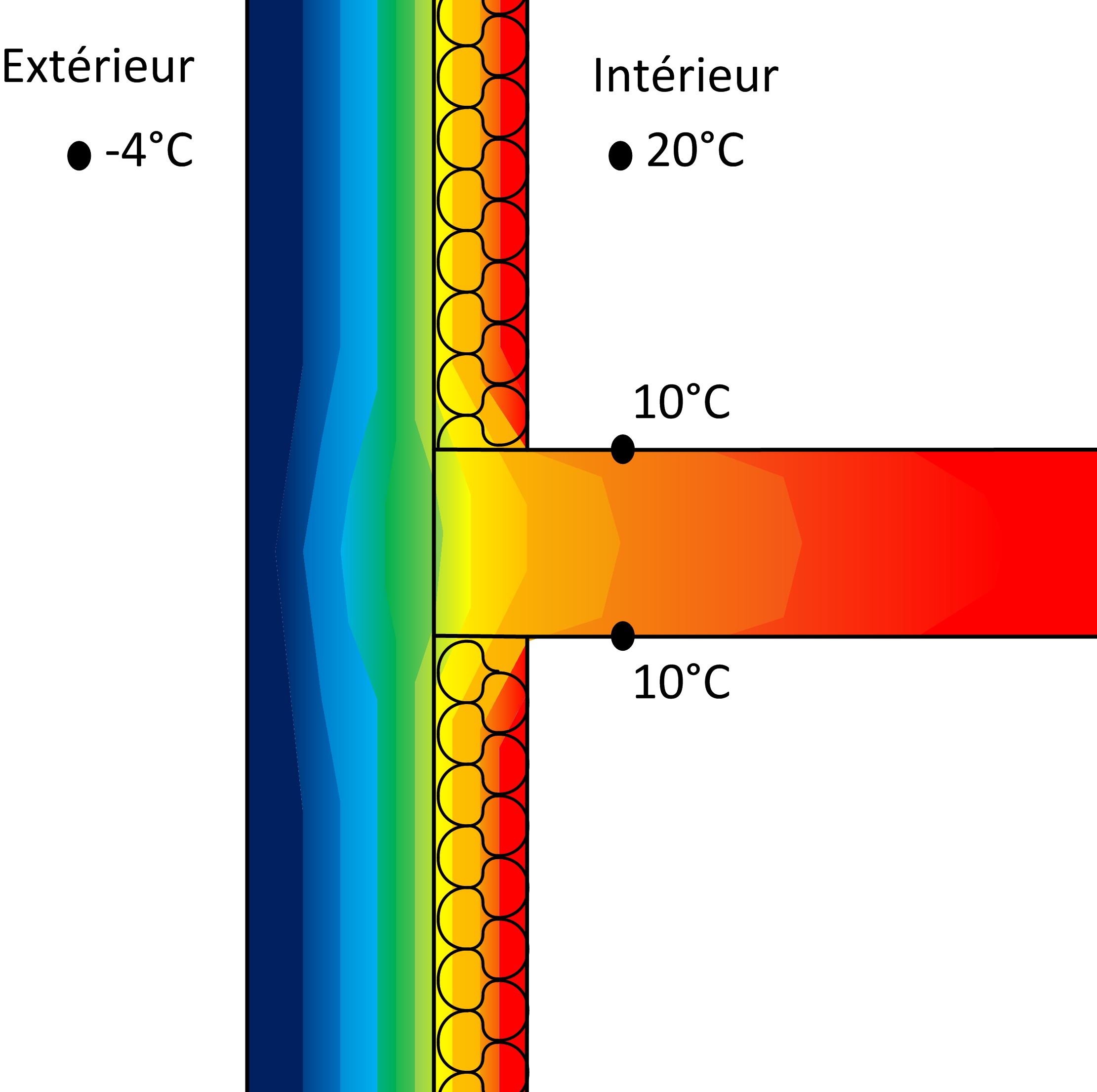
Différence de température sans rupteur thermique
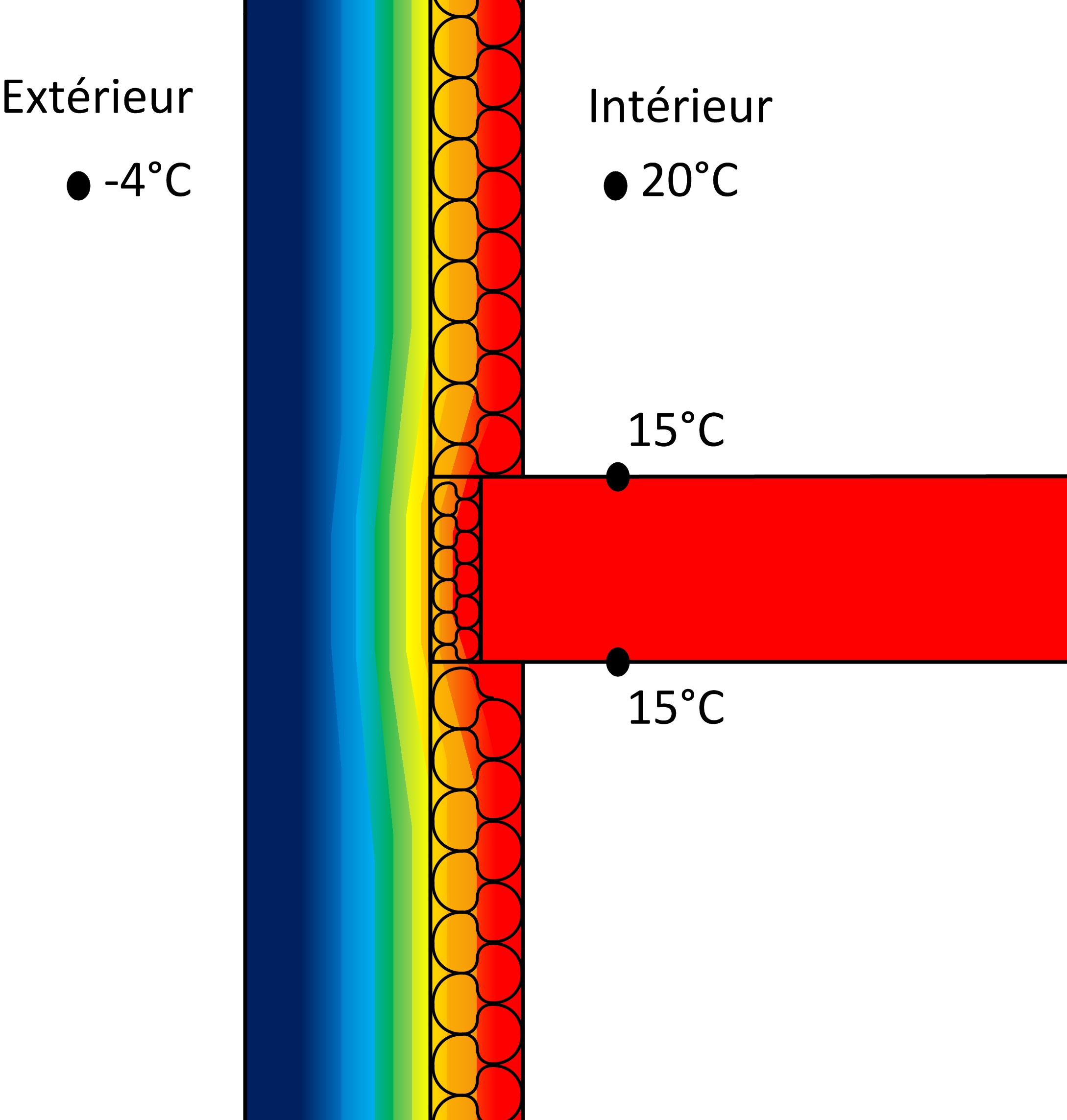
Différence de température avec un rupteur thermique

Les fabricants de rupteurs thermiques proposent des produits qui permettent de remédier aux principaux ponts thermiques :
- jonction entre le plancher bas et le mur extérieur
- jonction entre le plancher intermédiaire et le mur extérieur
- jonction entre le plancher haut et le mur extérieur
- jonction entre le plancher et le balcon
- jonction entre le mur de refend et le mur extérieur

Les ponts thermiques traités par rupteur de pont thermique
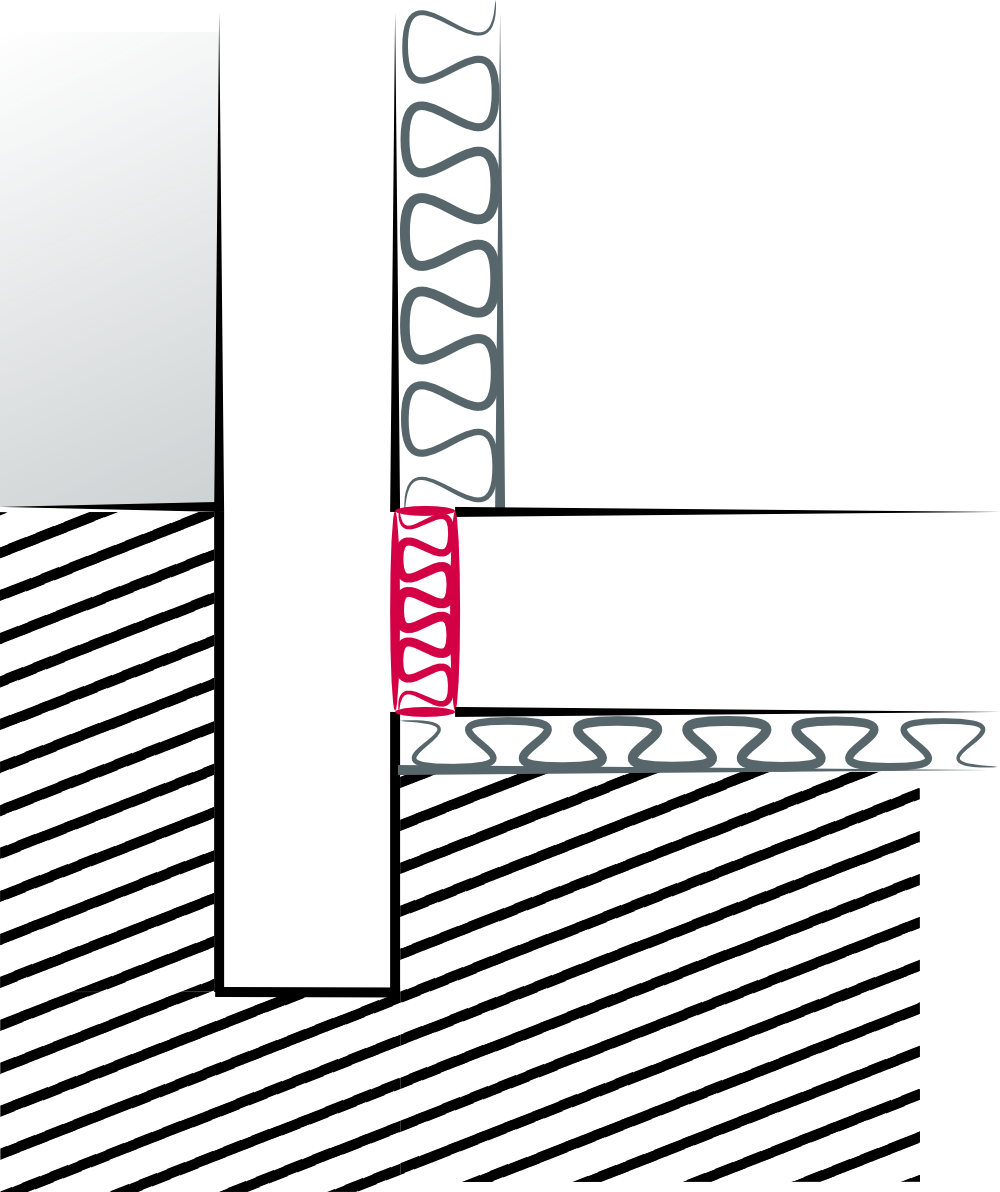
Traitement de la jonction plancher bas-mur extérieur
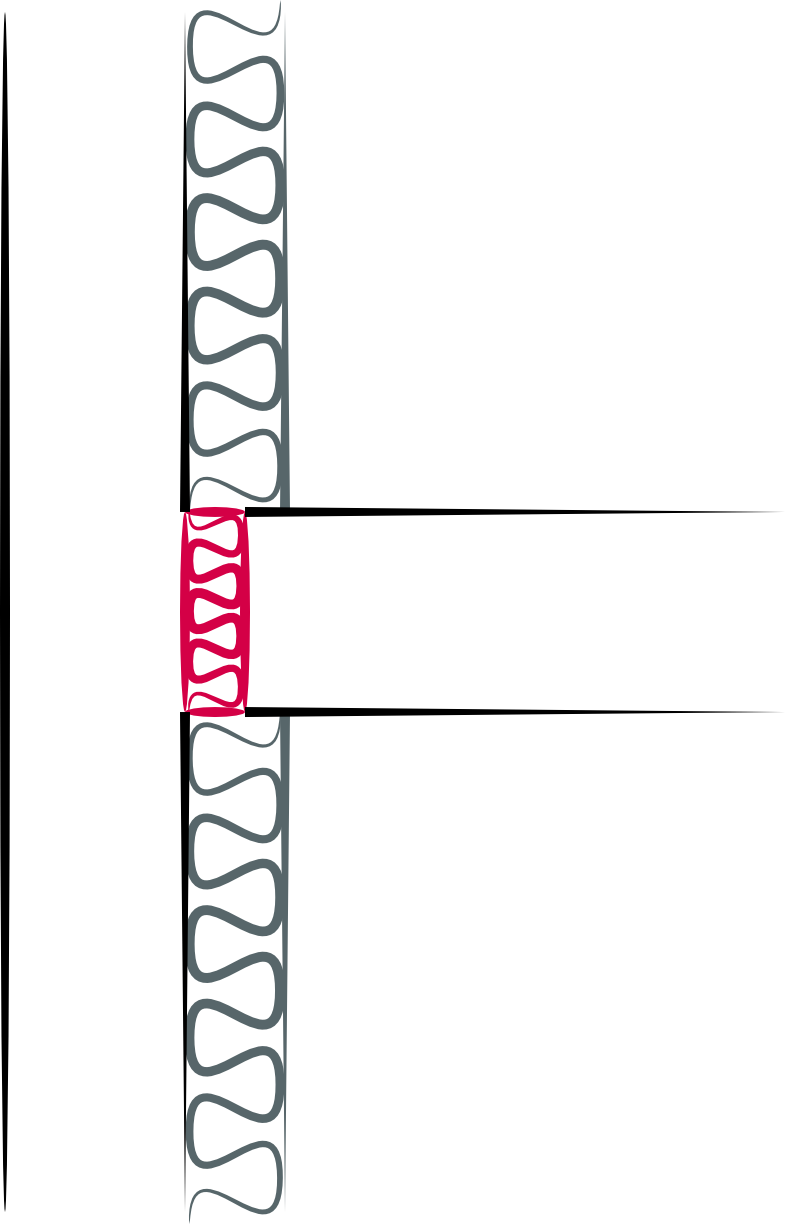
Traitement de la jonction plancher intermédiaire-mur extérieur
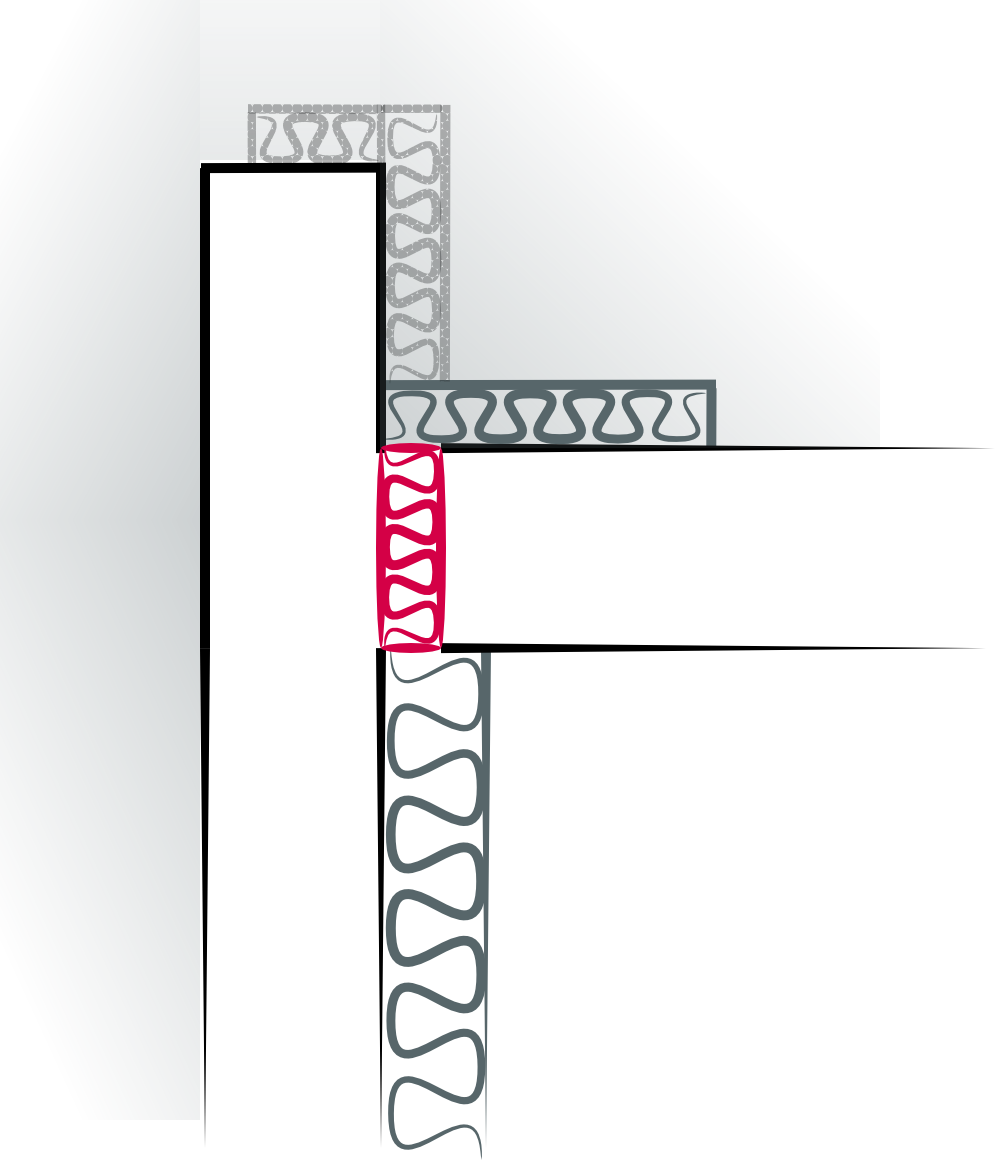
Traitement de la jonction plancher haut-mur extérieur
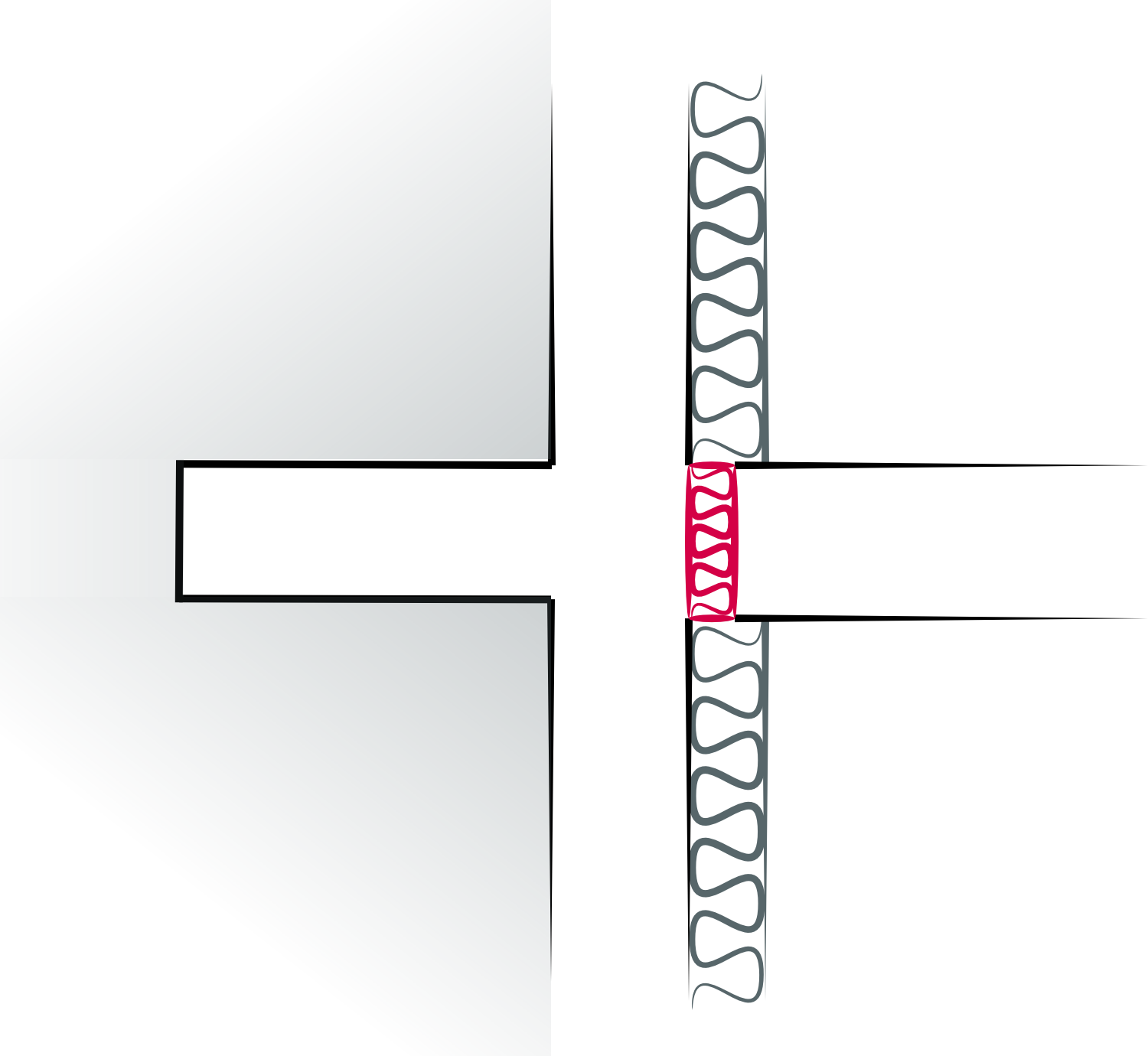
Traitement de la jonction plancher-balcon

#### Béton léger structurel
Les bétons légers structurels sont des bétons prêts à l'emploi qui possèdent des performances thermiques supérieures aux bétons standards. Ils peuvent également assurer leur rôle de béton de structure avec un renforcement du ferraillage des voiles.
Ils sont destinés aux voiles de façades et de pignons de bâtiments, afin de limiter les déperditions par pont thermique de liaison entre les façades et les planchers d'une part, et les façades et les refends d'autre part, dans le cas d'une isolation thermique par l'intérieur. Ces déperditions par pont thermique sont réduites d'au moins 35% par l'utilisation de tels bétons.
Le principal avantage de ces bétons dits « isolants » est de réduire les déperditions dues aux ponts thermiques de liaison avec peu de modifications du système constructif traditionnel d'isolation thermique par l'intérieur. Cependant, la valeur du Ψ donné est à analyser avec du recul. Sa définition devrait tenir compte de tous les éléments (béton et armatures) constituants la liaison. Puisque les armatures de béton armé sont définies par le bureau d'études structures, en fonction des efforts sollicitants, jamais le Ψ du béton isolant n'est réellement connu. La performance thermique réelle peut finalement être différente de celle annoncée en théorie, en raison des déperditions dues aux armatures.
Ces nouveaux types de bétons ne traitent donc pas totalement les déperditions au niveau des ponts thermiques et ne résolvent pas les problèmes de condensation qui y sont liés.